# تانغكا التبتية
التانغكا (التبتية: تام أو dngul Tam = تانغكا الفضية) كانت عملة التبت حتى عام 1941. قُسمت إلى 15 skar أو11⁄2 sho، منذ عام 1909، تداول جنبًا إلى جنب مع السرانغ، بقيمة 10 شو.

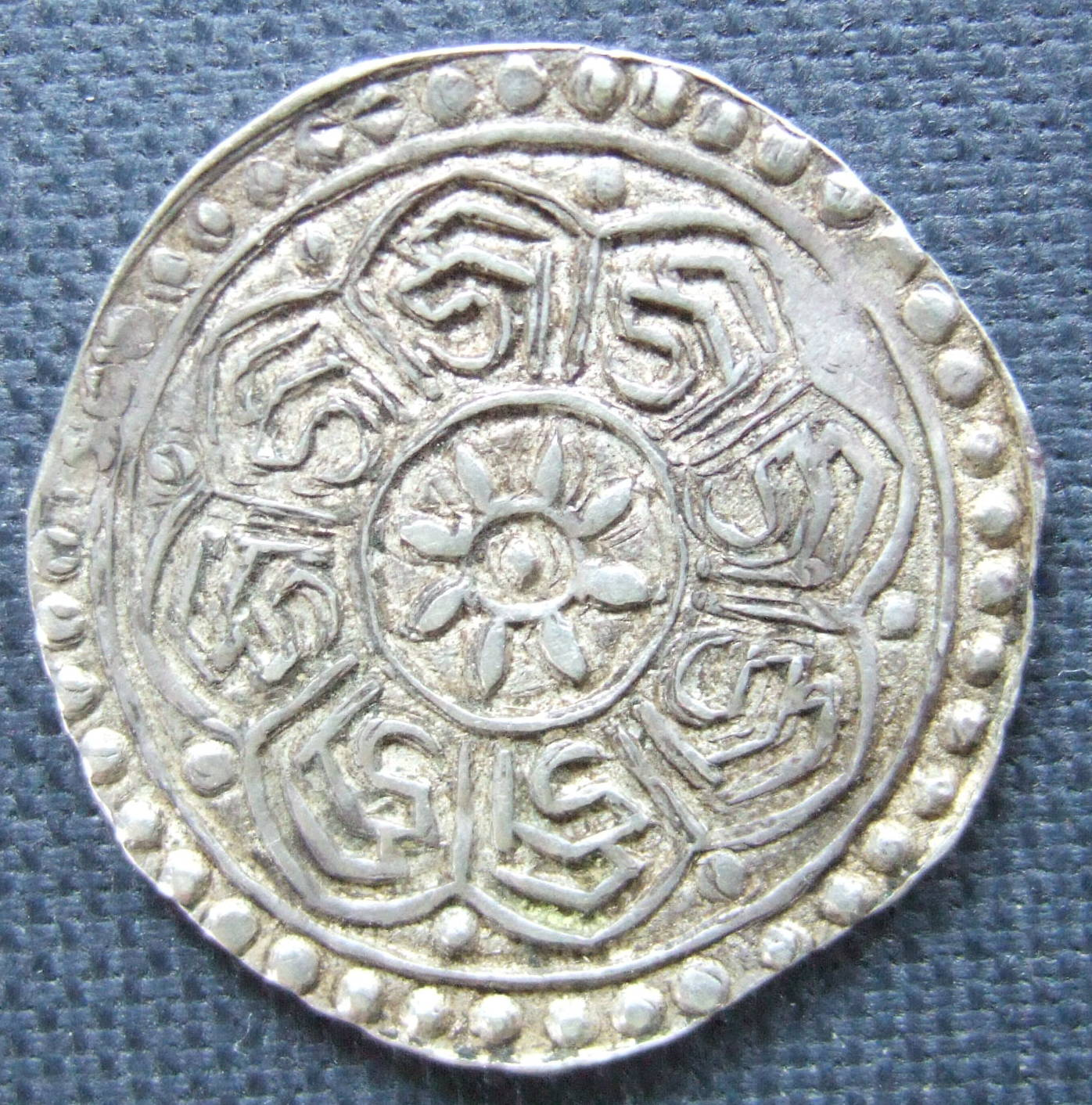
تانغكا فضية تبتية غير مؤرخة (النصف الثاني من القرن الثامن عشر) بها ثمانية أضعاف المقطع "dza" بخط فارتولا، الوجه

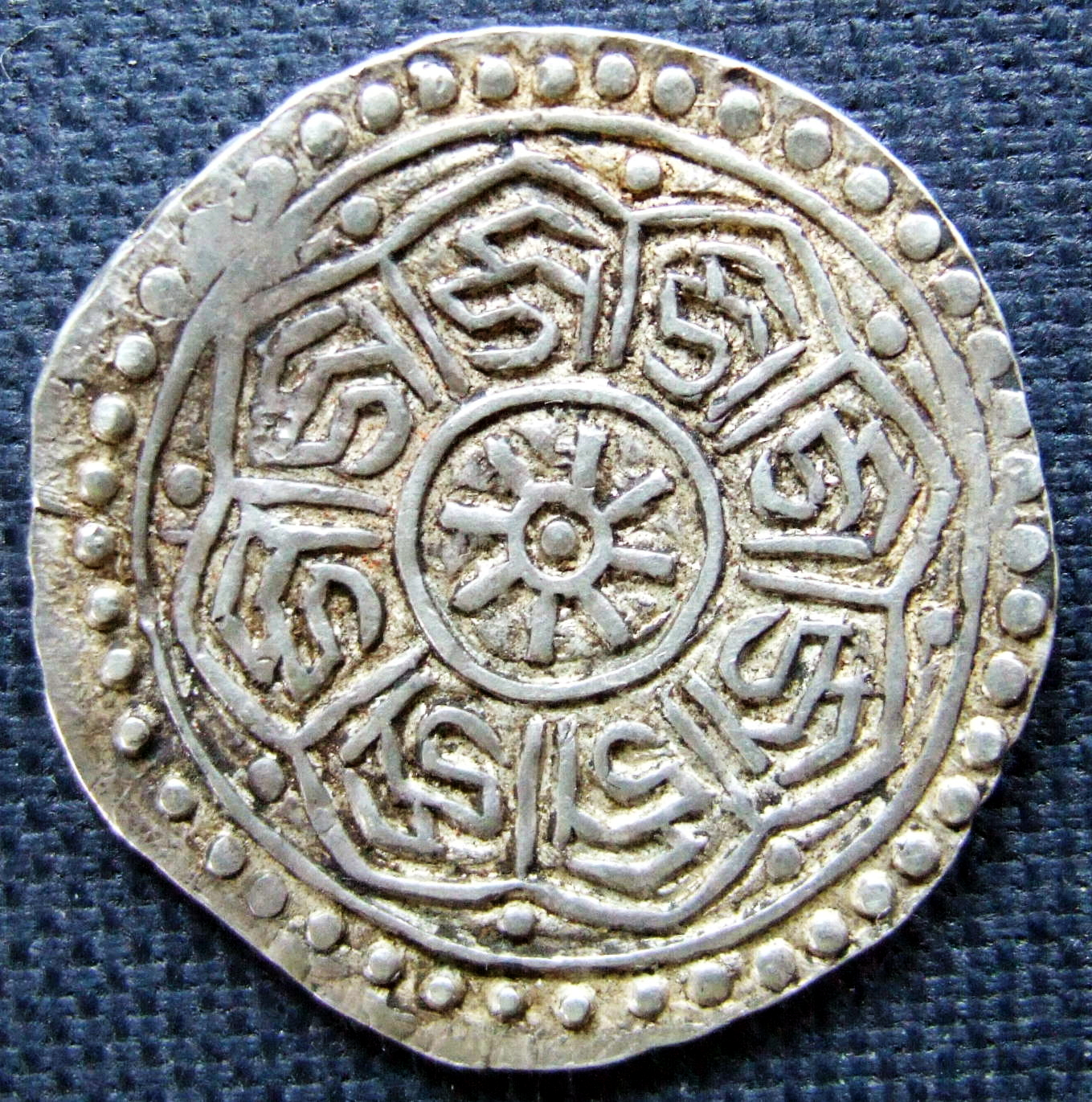
تانغكا فضية تبتية غير مؤرخة (النصف الثاني من القرن الثامن عشر) بها ثمانية أضعاف المقطع "dza" بخط فارتولا، على الوجه الآخر

## عملات معدنية
سُكت العملات المعدنية التي ضُربت وفقًا لمعيار التانغكا لأول مرة في عامي 1763 /1764 و1785 وبأعداد أكبر من عام 1791 إلى عام 1948. إنها تَعرض مجموعة واسعة من الأصناف ومع ذلك تحافظ على نسيج ونوع متناسقين.

### التانغكا والموهار النيبالية للتبت وأول تانغكا التبتية

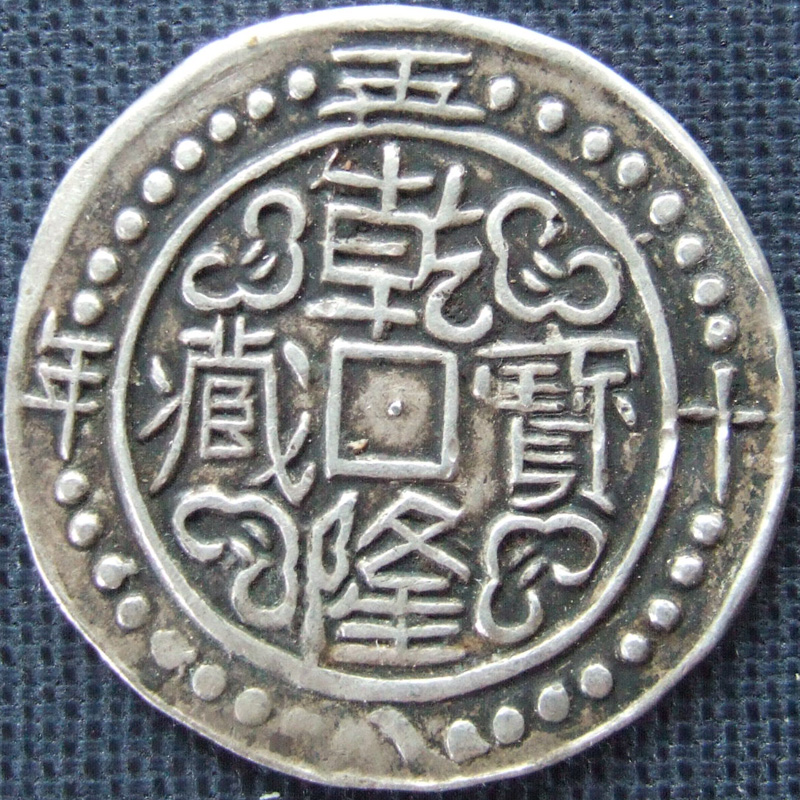
تانغكا من الفضة التبتية الصينية، يعود تاريخها إلى العام الثامن والخمسين من عصر تشيان لونغ، على الوجه. الوزن ٥٫٥٧ غرام، القطر: ٣٠ ملم

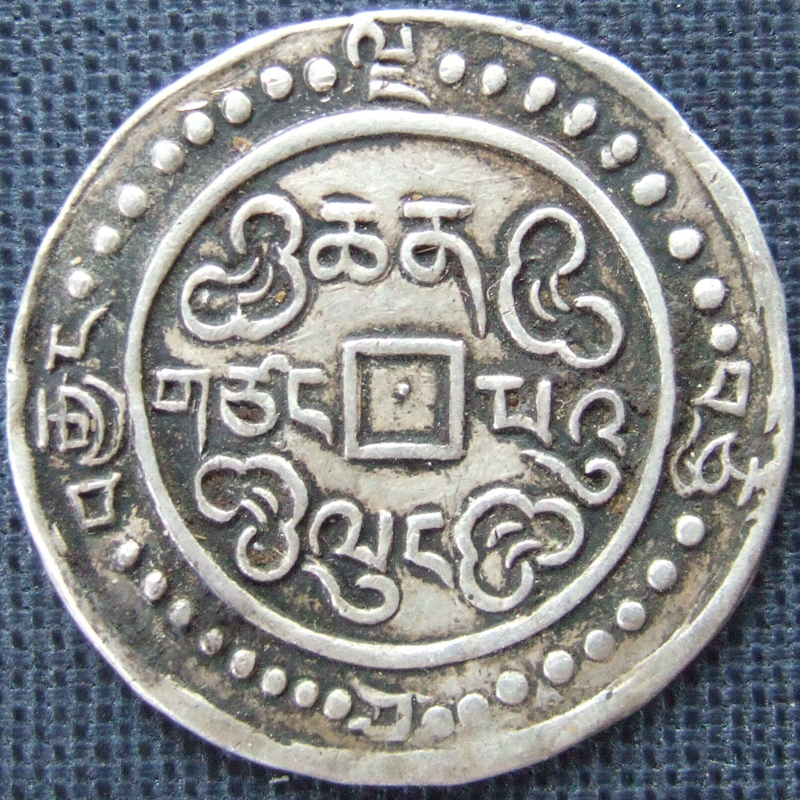
تانغكا من الفضة التبتية الصينية، مؤرخة بالعام الثامن والخمسين من عصر تشيان لونغ، على الجانب الخلفي. الوزن ٥٫٥٧ غرام، القطر: ٣٠ ملم

ضُرب أول تانغكا في نيبال حوالي عام 1640. مُنذ هذه الفترة فصاعدًا صُدر العديد من التانغكا النيبالية إلى التبت. وفي وقت لاحق، سُكت العملات الفضية ذات الوزن المخفض، الموهار، من قِبل ملوك ممالك مالا الثلاث التي كانت تتقاسم وادي كاتماندو. في القرن الثامن عشر، ضربت النيبال عملات موهار مهينة خاصة للتبت. في عامي 1763 /1764 و1785 سُك أول تانغكا في التبت. اتبعت هذه الأقمشة النسيج والنمط النيبالي مع اختلافات طفيفة لتأكيد أصولها المحلية. في عام 1791، فتحت الحكومة التبتية دارًا للسك وبدأت في ضرب ما يسمى بـ "كونج بار تانغكا". عُلقت عملياتها بعد عامين ولكن أعيد افتتاحها حوالي عام 1836.

### تانغكا الصينية التبتية
افتَتحت الصين دار سك أخرى للعملة في لاسا في عام 1792، حيث سُكت العملة الصينية التبتية في عام 1792 (التانغكا المنقوشة فقط مع النقش باللغة التبتية فقط). العملات الصينية التبتية التي سُكت في عام 1793 تحمل نقشًا باللغة الصينية، يقول "تشيان لونغ باو تسانغ" (العملة التبتية في فترة تشيان لونغ) على أحد الجانبين ونصها باللغة التبتية على الجانب الآخر. لم تُسك عملات التانغكا للتداول العام إلا في العام الثامن والخمسين من حكم تشيان لونغ. وفي السنوات التالية من هذا العصر وفي عهد جيا تشينغ وداو قوانغ، سُكت العملات الفضية فقط والتي يبلغ وزنها حوالي 3.7 غرام. يعود تأريخ آخر الإصدارات الصينية التبتية في القرن التاسع عشر إلى العام السادس عشر من عصر داو قوانغ (1836 م).

### كونغ بارتانغكا

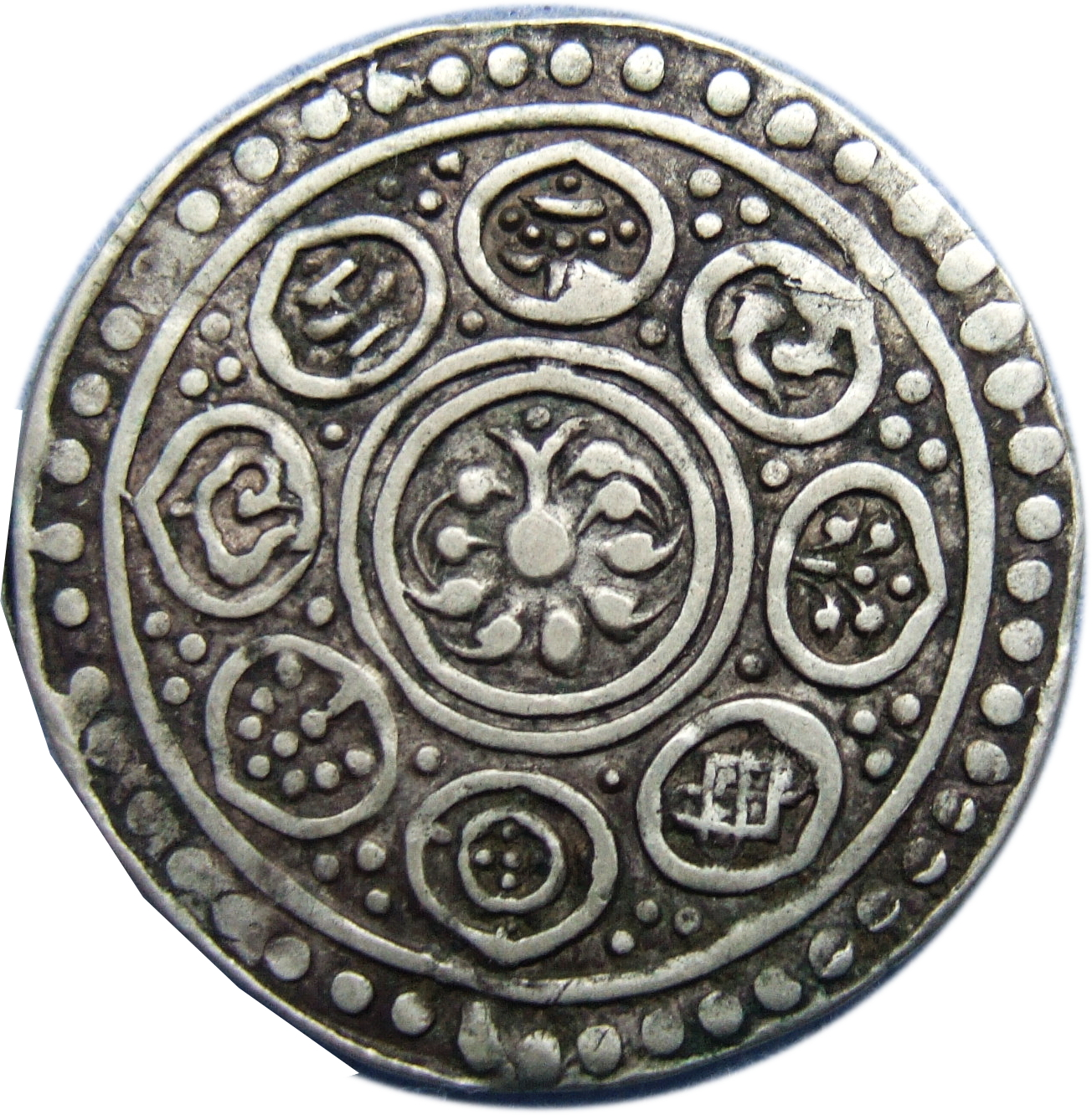
كونغ التبتي الاسمي تانغكا، بتاريخ 13-45 (= 1791 م)، ظهر العملة

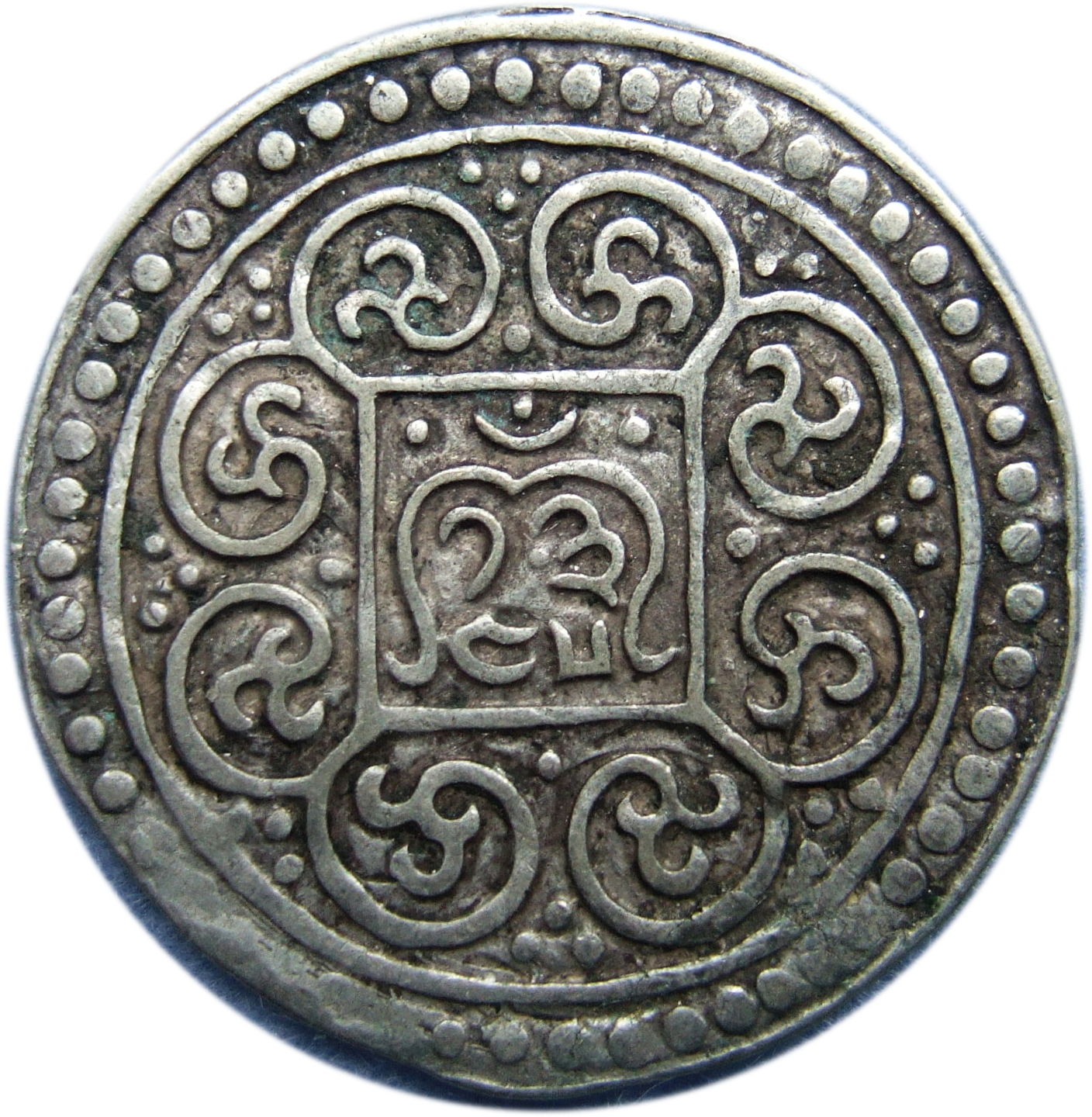
كونغ التبتي بار تانغكا، بتاريخ 13-45 (= 1791 م)، وجه العملة

أول تانغكا تبتية سُكت محليًا، والتي انتجت على نطاق واسع، تُعرف باسم تانغكا كونغ بار. ضُربت عملات كونغ بار تانغكا في الفترة من عام 1791 إلى عام 1891. ظل تصميم هذه التانغكا ثابتًا تقريبًا لعدة عقود من الزمن. يمكن تحديد خمسة أنواع مختلفة بناءً على تفاصيل التصميم. عُثر على خمسة تواريخ إجمالية على هذه العملات المعدنية، 13-45 (1791)، 13-46 (1792)، 13-47 (1793)، 15-24 (1890) و15-25 (1891). تحمل معظم هذه العملات المعدنية نفس التأريخ، 13-46 (1792) بغض النظر عن سنة سكها الفعلية (يشير علماء العملات إلى "التواريخ المجمدة"). ضُرب نوعين من عملة كونغ بار تانغكا المؤرخة في عام 13-46 (1792) في أربعينيات وخمسينيات القرن التاسع عشر. على الوجه الأمامي لهذه العملات المعدنية يوجد مربع داخلي يحتوي على التاريخ. ويظهر على ظهر العملات ثمانية رموز ميمونة للبوذية التبتية، تحيط باللوتس في الدائرة الداخلية.

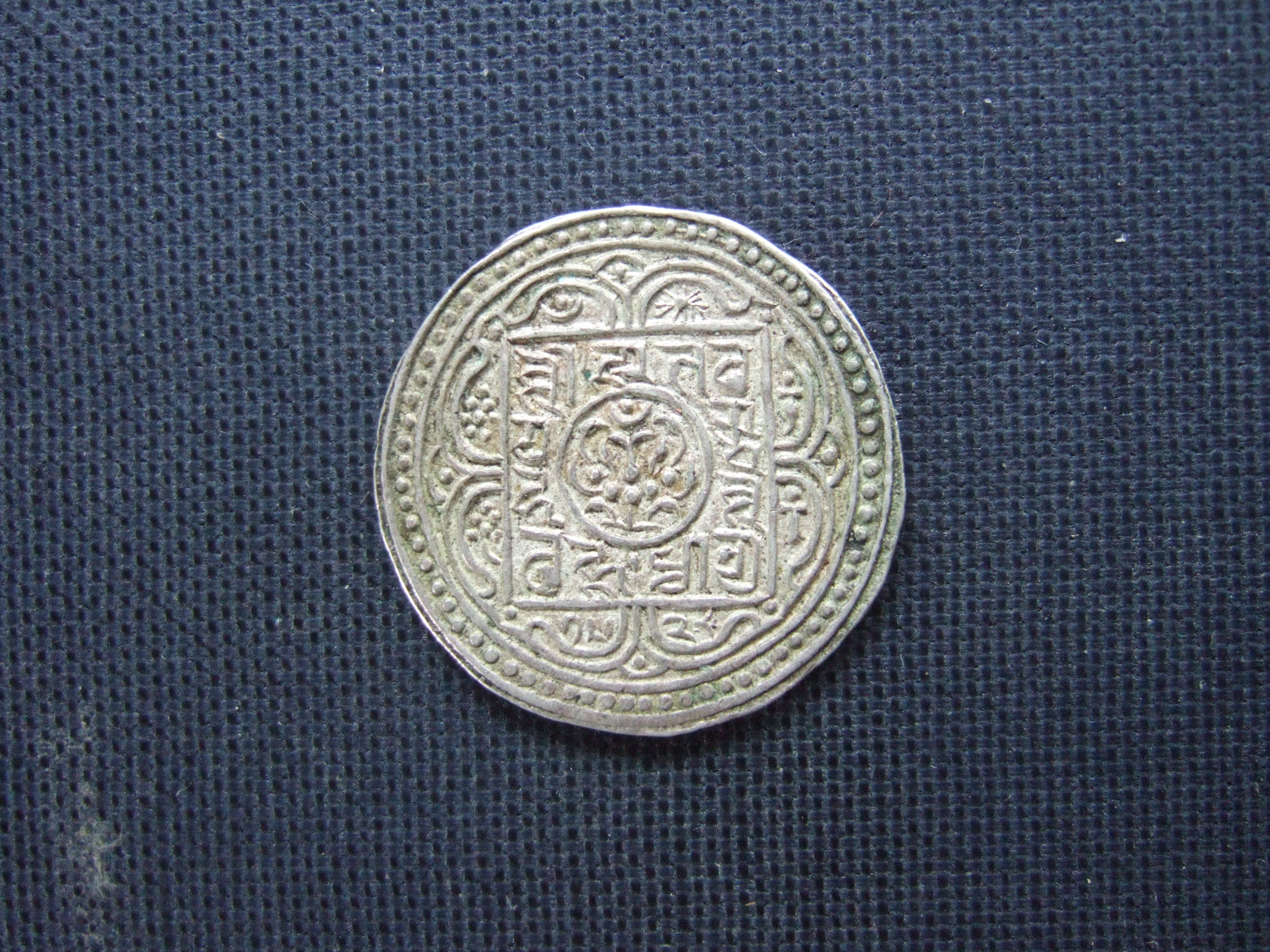
تانغكا من الفضة التبتية بخط رانجانا (لانتسا)، بتاريخ 15-28 (= 1894 م)، وجه العملة

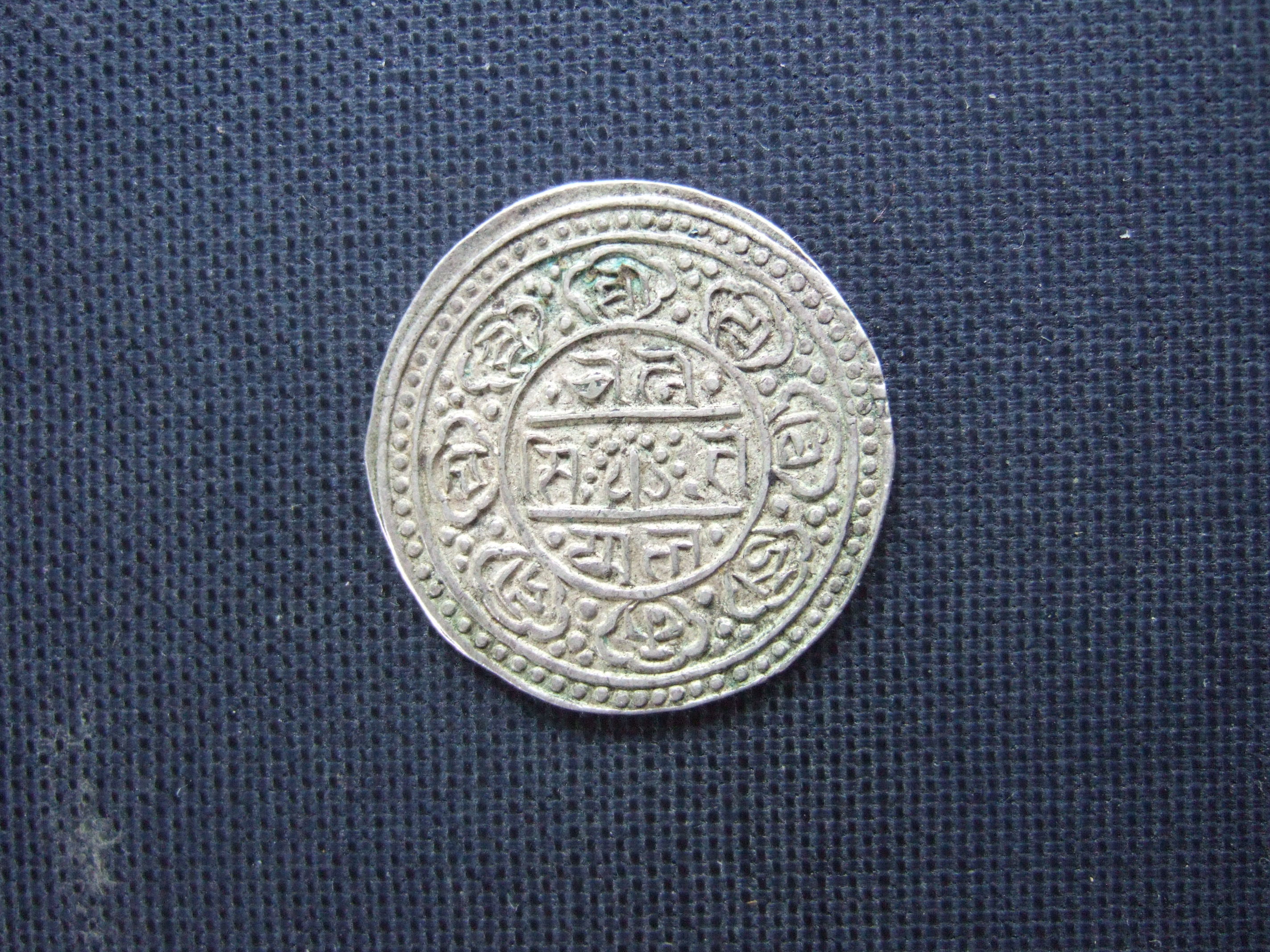
تانغكا من الفضة التبتية بخط رانجانا (لانتسا)، بتاريخ 15-28 (= 1894 م)، ظهر العملة

### تانغكا بخط لانتسا
تحتوي هذه التانغكا على نقوش بخط لانتسا النادر الاستخدام (ويسمى أيضًا بخط رانجانا) الذي يعود أصله إلى نيبال. من المرجح أن هذه العُملات ضُربت في الأصل لأغراض احتفالية من قِبل النيباليين المقيمين في لاسا، لكنها دخلت في نهاية المطاف في التداول العام. بعضها يحمل تواريخ دورية تبتية مثل 15-28، 15-40، 15-46 (= 1894، 1906 و1912 م)، في حين أن البعض الآخر يحمل تواريخ لا معنى لها. يمكن قراءة هذه النقوش بصعوبة إلى حد ما ويبدو أنها تمثل التعويذات.

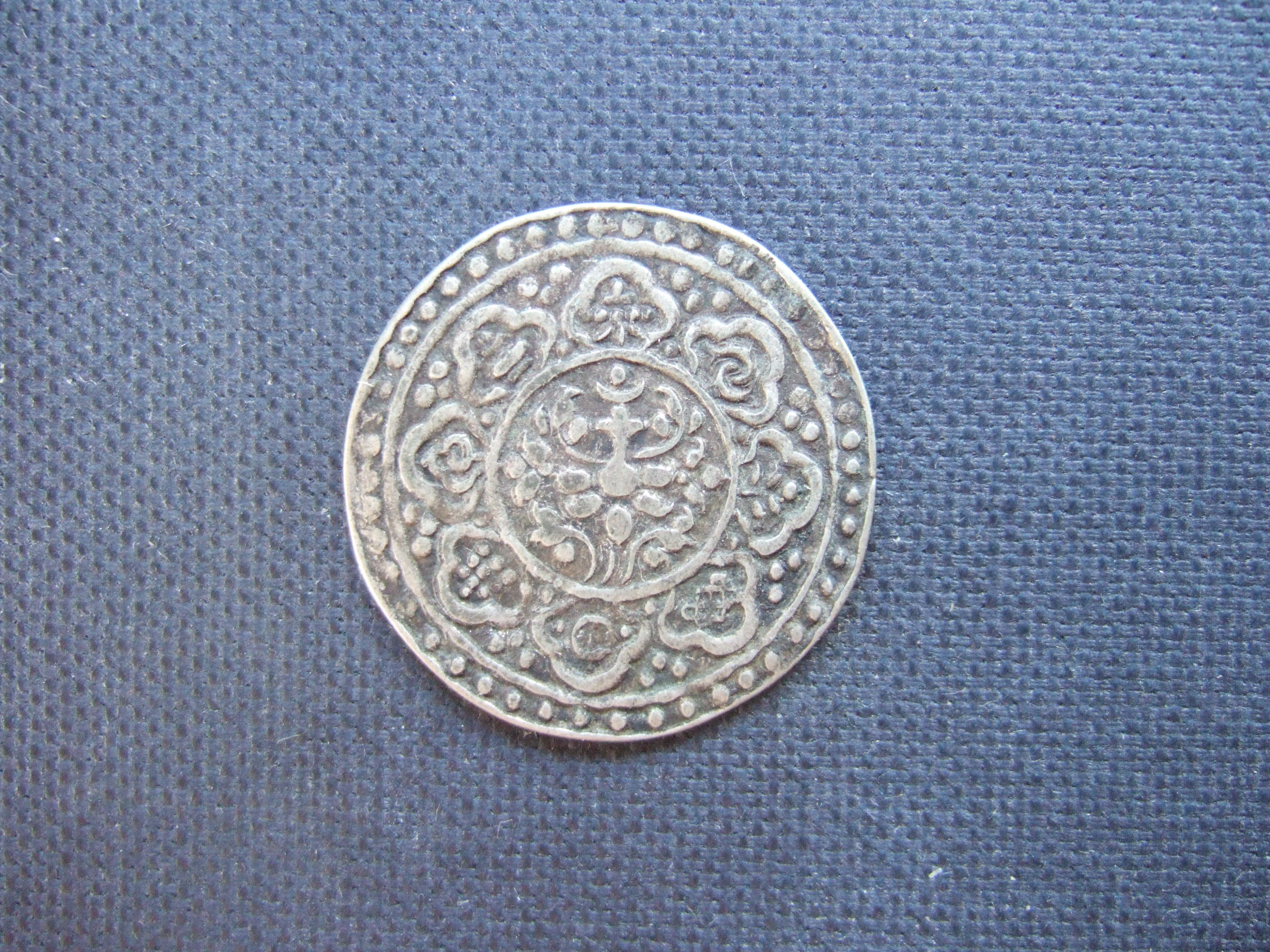
تانغكا "جادن" التبتية، غير مؤرخة (حوالي 1840 م)، وجه العملة

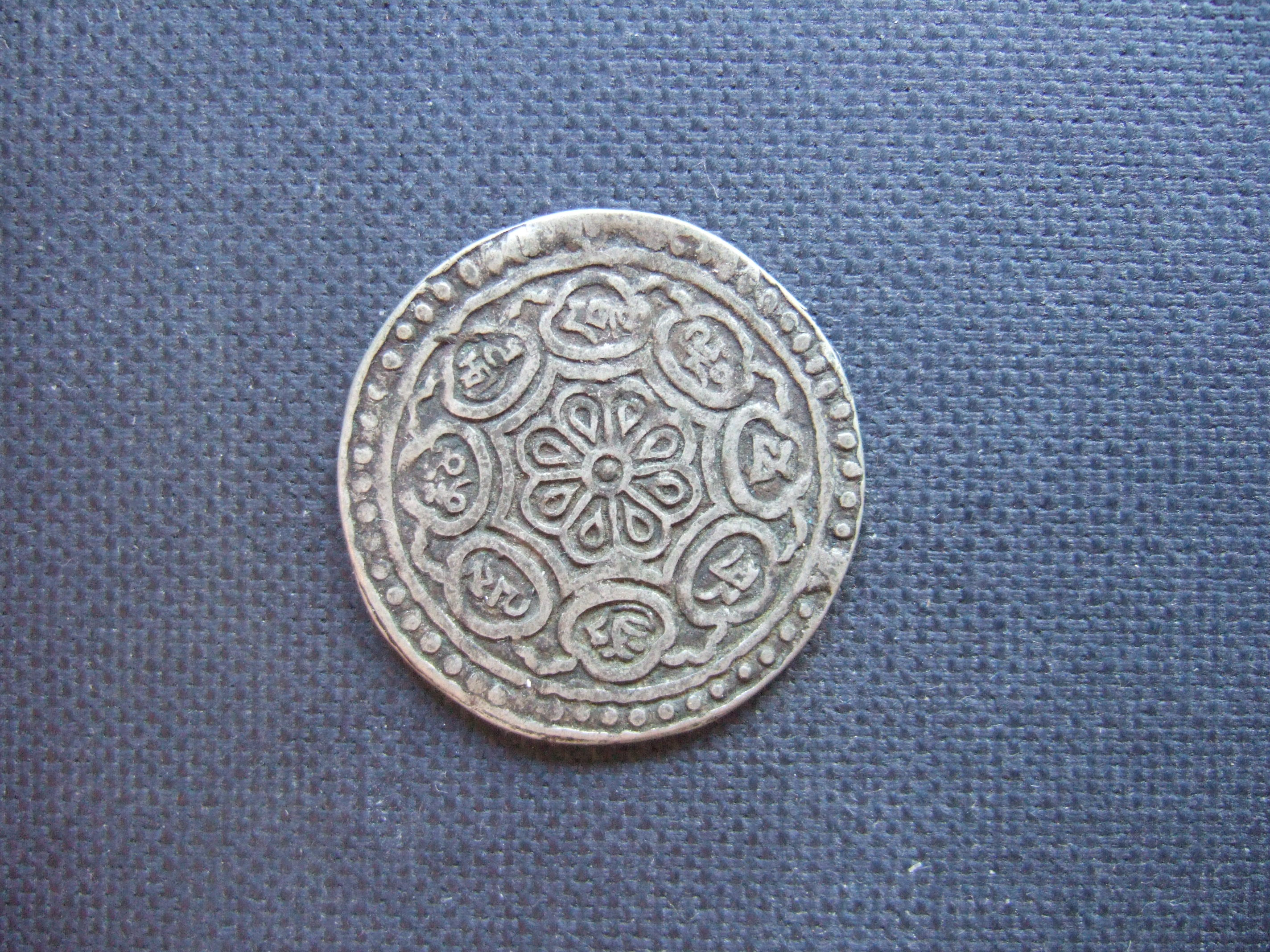
التبتية "جادين" تانغكا، غير مؤرخة (حوالي 1840 م)، ظهر العملة

### غا-دين تانغكا
يعود تأريخ تانغكا جا-دين إلى عام 1850 تقريبًا، ضُربت حتى عام 1948. صُنف ثلاثة عشر صنفًا رئيسيًا في التصميم. في المجموع، هناك ما لا يقل عن 37 نوعًا ثانويًا معروفًا، ولكن من المحتمل أن يكون هناك 50 نوعًا أو أكثر يمكن ملاحظتها. يَظهر على وجه العملات المعدنية ثمانية رموز ميمونة (باللغة التبتية: bkra shis rtags brgad ) للبوذية التبتية: مظلة السيادة، سمكتان ذهبيتان للحظ السعيد، قارورة من الرحيق، اللوتس، صدفة المحارة، شعار الولادة الجديدة التي لا نهاية لها، راية النصر وعجلة الإمبراطورية. تُرتب عادة حول زهرة اللوتس المركزية. وتنوعت ترتيباتها الفعلية وتصميماتها المحددة مع مرور الوقت. وجها العملة لهما نفس الاتجاه. بدءًا من الأعلى، يقول النقش المكتوب باللغة التبتية على الجانب الخلفي: dga'-ldan pho-brang-phyod-las-rnam-rgyal (قصر غا دين منتصر في جميع الاتجاهات). كُتب النقش بطريقة تتناسب مع ثماني دوائر. في الواقع، اشتُقت هذه الرموز من نمط سابق حيث كانت الأحرف داخل بتلات اللوتس.

### كيلزانغتانغكا

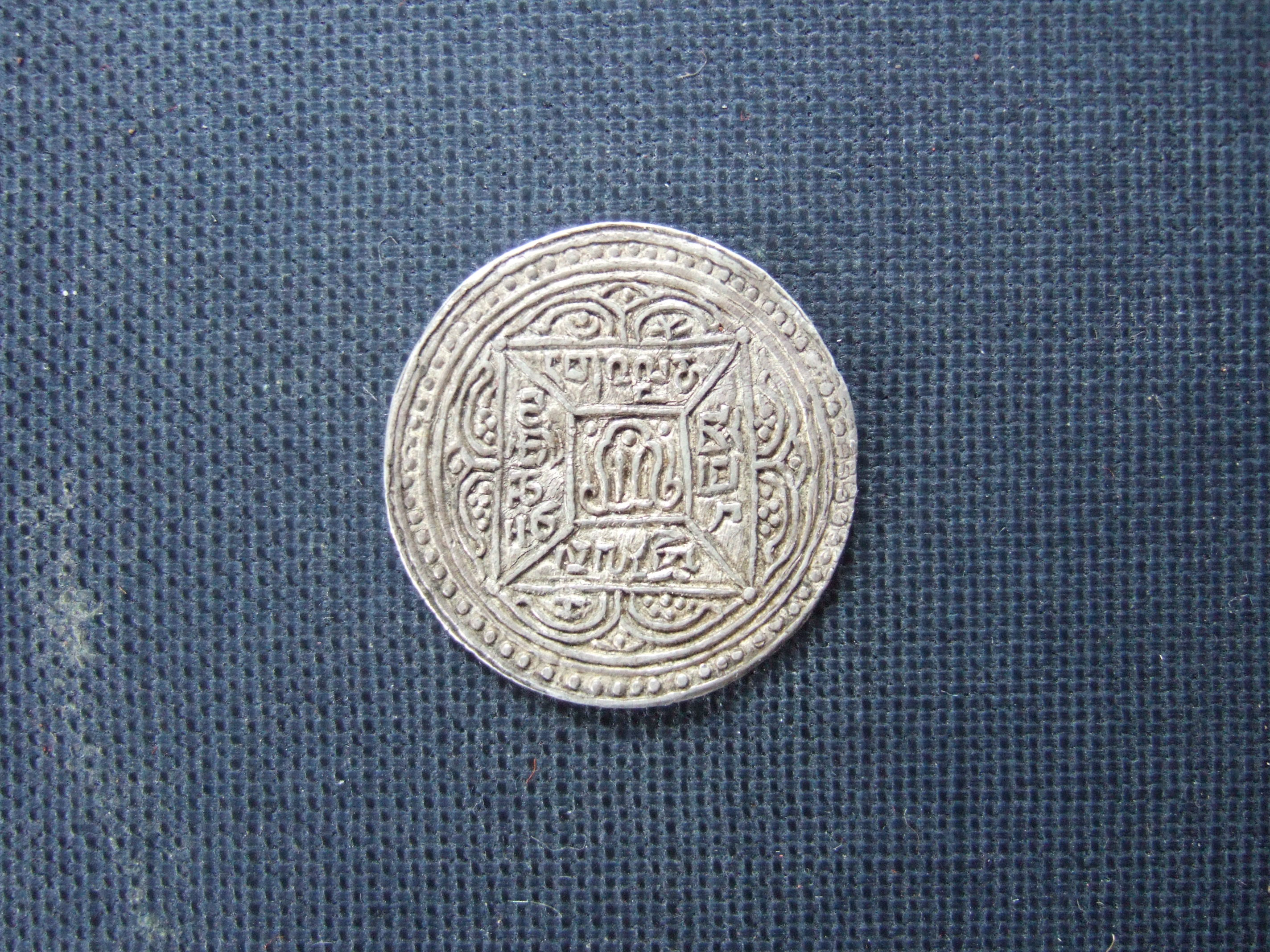
غير مؤرخة كيلزانغ تانغكا (1910)، وجه العملة

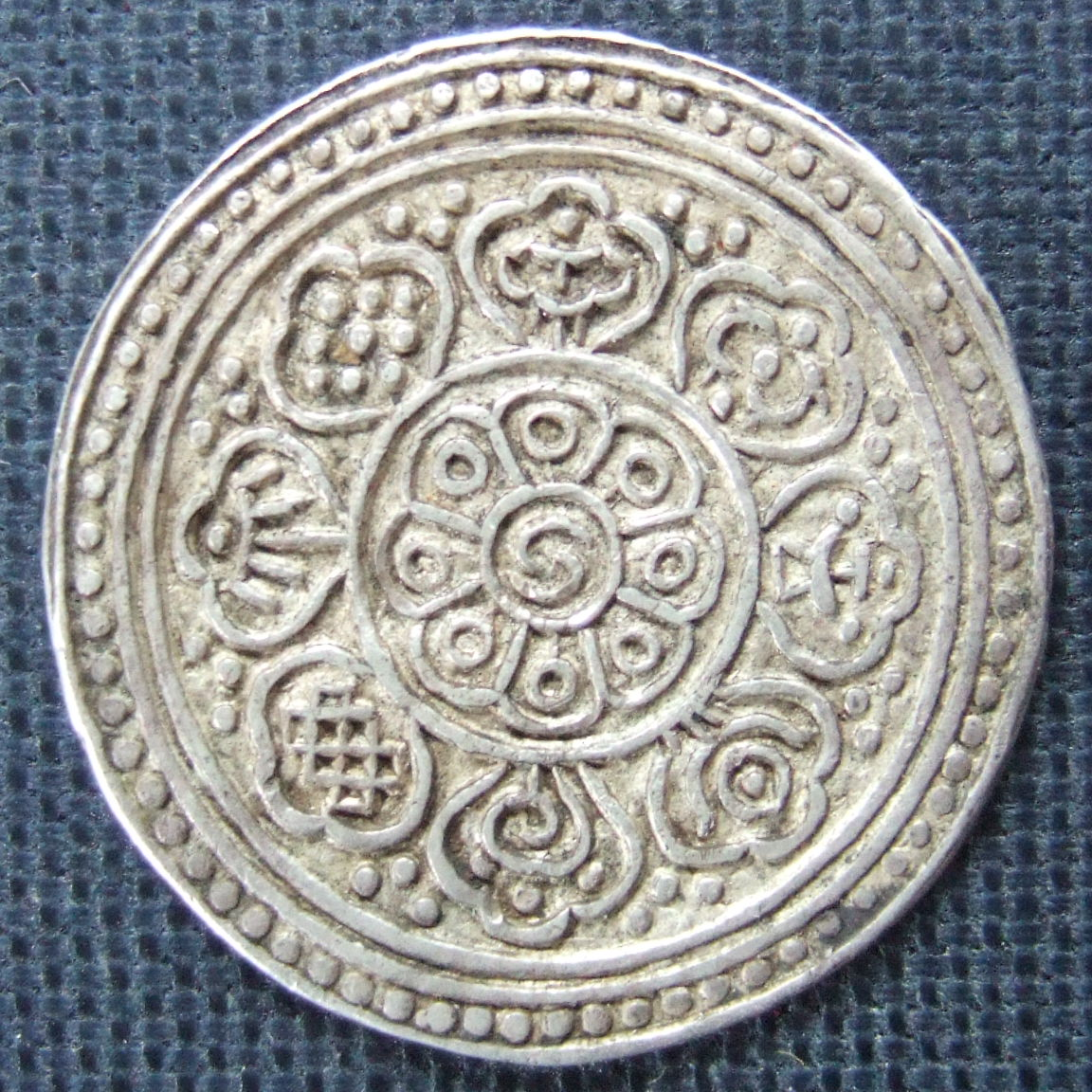
غير مؤرخة كيلزانغ تانغكا (1910)، ظهر العملة

وزعت التانغكا الخاصة، المضروبة بفضة أفضل من تانغكا جادين العادية، على الرهبان خلال مهرجان مونلام (مهرجان الصلاة العظيمة) في أوائل عام 1910. من المرجح أن يكون التوزيع كان في قصر كيلزانج (باللغة التبتية: bskal bzang bde skyid pho brang) الذي يقع في نوربولينجكا، الحديقة والقصور الصيفية للدالاي لاما في لاسا. ربما أخذت العملة المعدنية اسمها من هذا القصر الذي بناه الدالاي لاما السابع كالزانج جياتسو.

### آخر عملة فضية تبتية

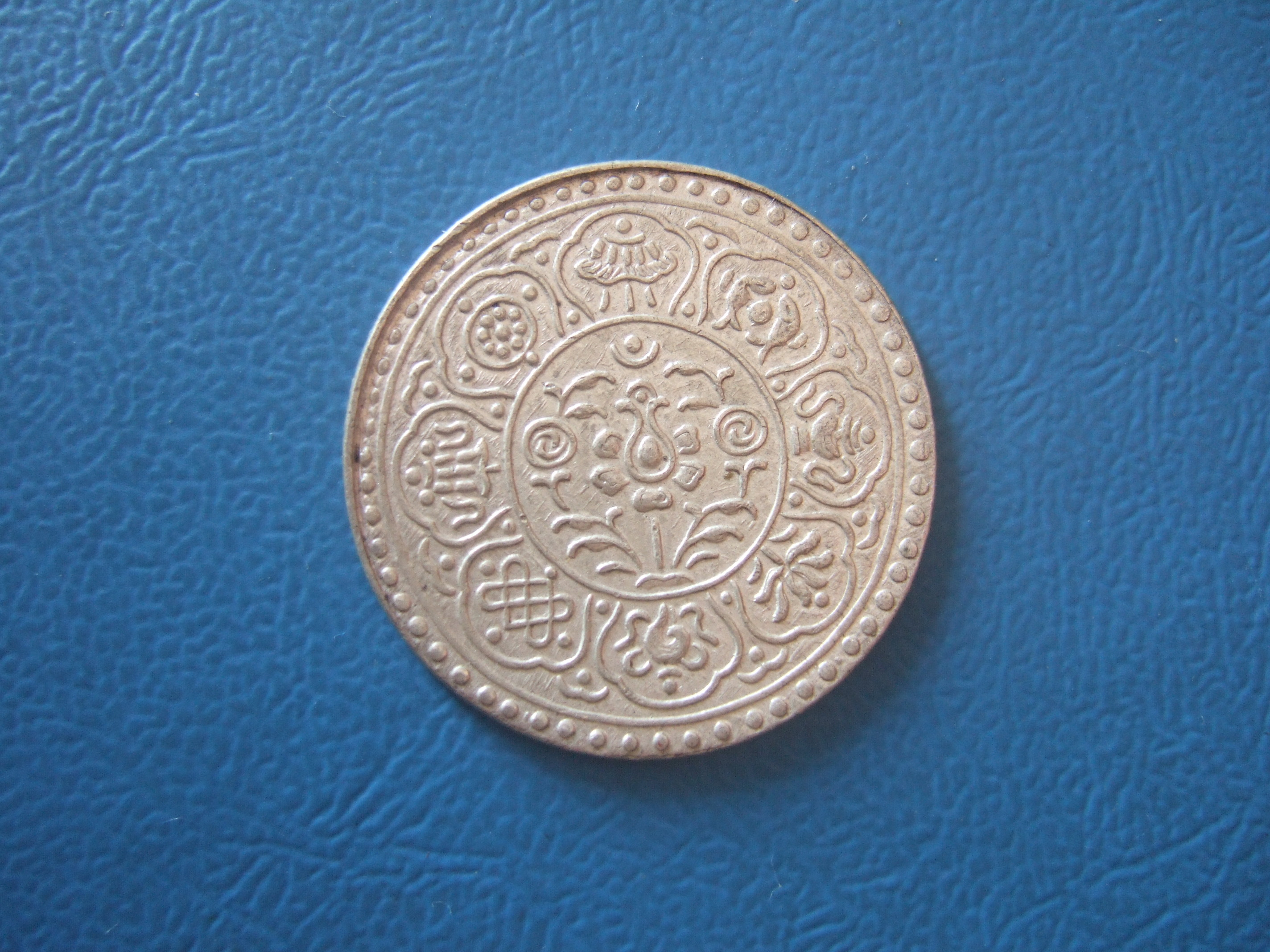
عملة تبتية من الفضة بدون تاريخ، ضربت في عام 1953/1954، الوجه.

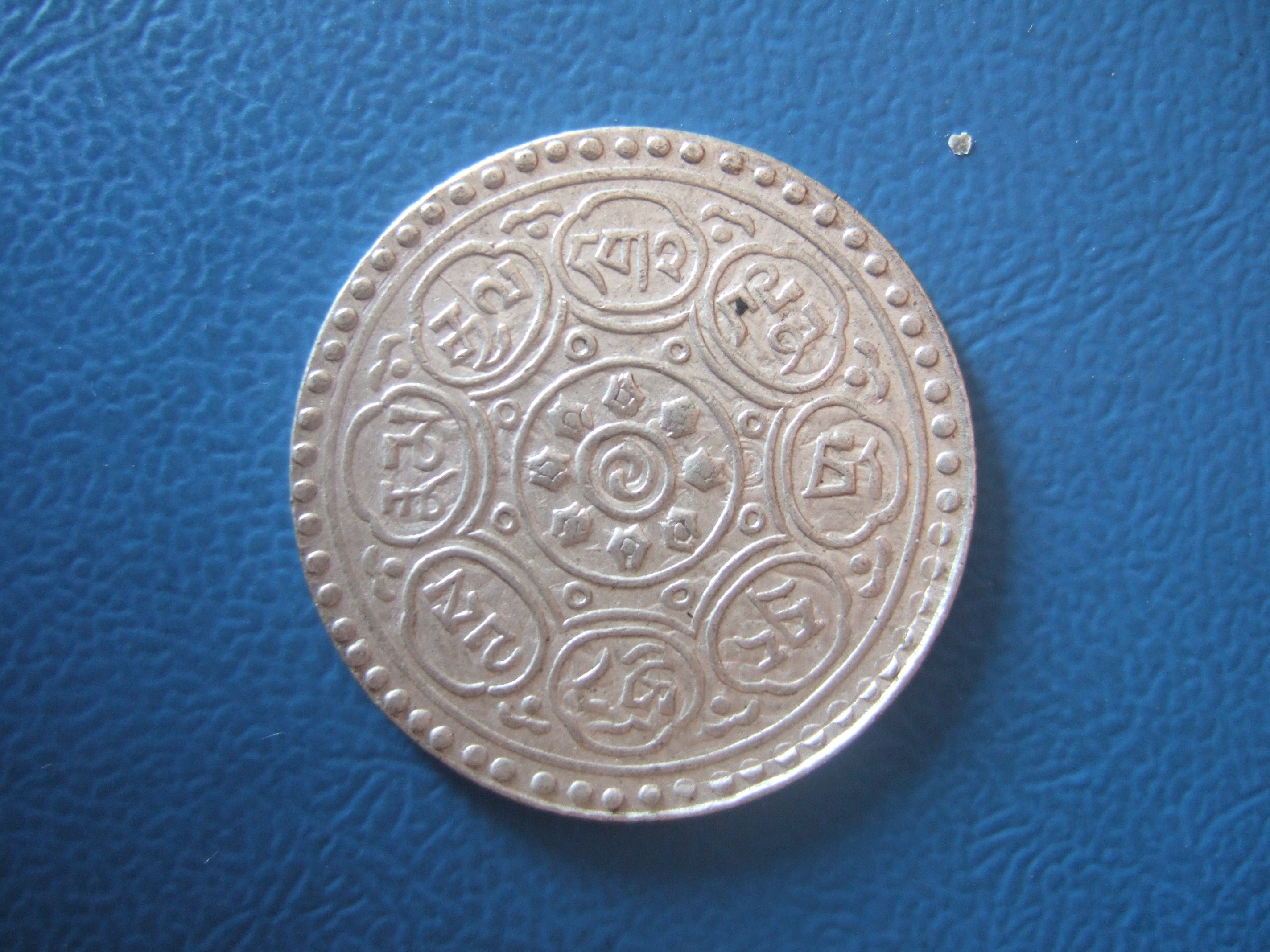
عملة تبتية من الفضة بدون تاريخ، ضربت في عام 1953/1954، الوجه الخلفي.

سُكت عملة فضية بدون تأريخ على طراز تانغكا جادين السابقة في مكابس العملات الحديثة في عامي 1953/1954 لتوزيعها على الرهبان. إنها آخر عملة فضية صدرت في التبت، وتداولت بقيمة 5 سرانغ، على الرغم من أن تصميمها يشبه التانغكا. يصور الوجه الخلفي عجلة ذات ثمانية أسلاك تُمثل "عجلة القانون" (السنسكريتية: dharmachakra، التبتية: chos 'khor) التي حركها بوذا. في وسط العجلة يوجد عنصران على شكل فاصلة يُمثلان ما يطلق عليه التبتيون اسم "نوربو دغا خيل" ("جوهرة الفرح الدائرية"). سُكت هذه العملة من الفضة عالية الجودة وكان لها الاسم الشائع tangka dkarpo gsar pa ("تانكا البيضاء الجديدة").

### دار السك والمعادن
أقدم سلسلة معروفة من التانغكا وربما أيضًا العملات الصينية التبتية المبكرة سُكت في دار سك النقود في لاسا، التي تقع في شول، أسفل بوتالا، من عام 1763 فصاعدًا. سُكت الإصدارات الأولى من عملات كونغ بار تانغكا في مقاطعة كونغبو. في القرن العشرين، أصدرت أربع دور سك العملة التبتية بكميات كبيرة: دودبال، دودي، سير كانج، وتابتشي. في عام 1881، صدر مرسوم يأمر بعدم التمييز بين التانغكا المزيفة والأصلية، وبالتالي أصبحت العملات المعدنية التي ضُربت بشكل غير رسمي هي العطاء القانوني أيضًا. الاختلافات في نوع وقماش هذه العملات المعدنية طفيفة ولا توجد علامات سك عليها. تحمل عملات كونغ بار تانغكا تاريخًا لكن الفئة لم تُذكر على هذه العملات. لا تحمل تانغكا غا-دن أي تاريخ. في البداية سُكت العملات المعدنية من الفضة، ولكن في وقت لاحق سُكت بالمليار. صدرت عملات فضية بقيمة 2 تانغكا من قِبل دار سك العملة Dodpal مرة واحدة في عام 1912، وكان تصميمها مشابهًا لعملة تانغكا غا-دن.

## الأوراق النقدية
صدرت الأوراق النقدية بين عامي 1912 و1941 في فئات 5، 10، 15، 25، و50 تام (تانغكا).

## ملحوظات
1. ↑  Bertsch، Wolfgang (Autumn 2005). ""The Tibetan Tangka with Rañjana Script"" (PDF). Oriental Numismatic Society Newsletter ع. 185: 18–20. ISSN:1813-0364. مؤرشف من الأصل (PDF) في 2024-02-25.
2. ↑  Bertsch, Wolfgang: „The Silver Coin Presented by the 13th Dalai Lama to Monks in 1910 A.D.“ Tibet Journal, vol. 24, no. 4, Dharamsala, winter 1999, p. 22-34.
3. ↑  Das, Sarat Chandra: Journey to Lhasa and Central Tibet Reprinted by Manjushri Publishing House, New Delhi 1970 (originally published by John Murray, London 1904), p. 64

## روابط خارجية
- غا-دن ثانكا التبتية